# Nederlands Hervormde kerk (Piershil)
De Nederlandse Hervormde Kerk Piershil is een kerk aan Voorstraat 24 in Piershil, in de gemeente Hoeksche Waard, in de Nederlandse provincie Zuid-Holland. De kerk stamt uit de 16e eeuw.

## Foto's

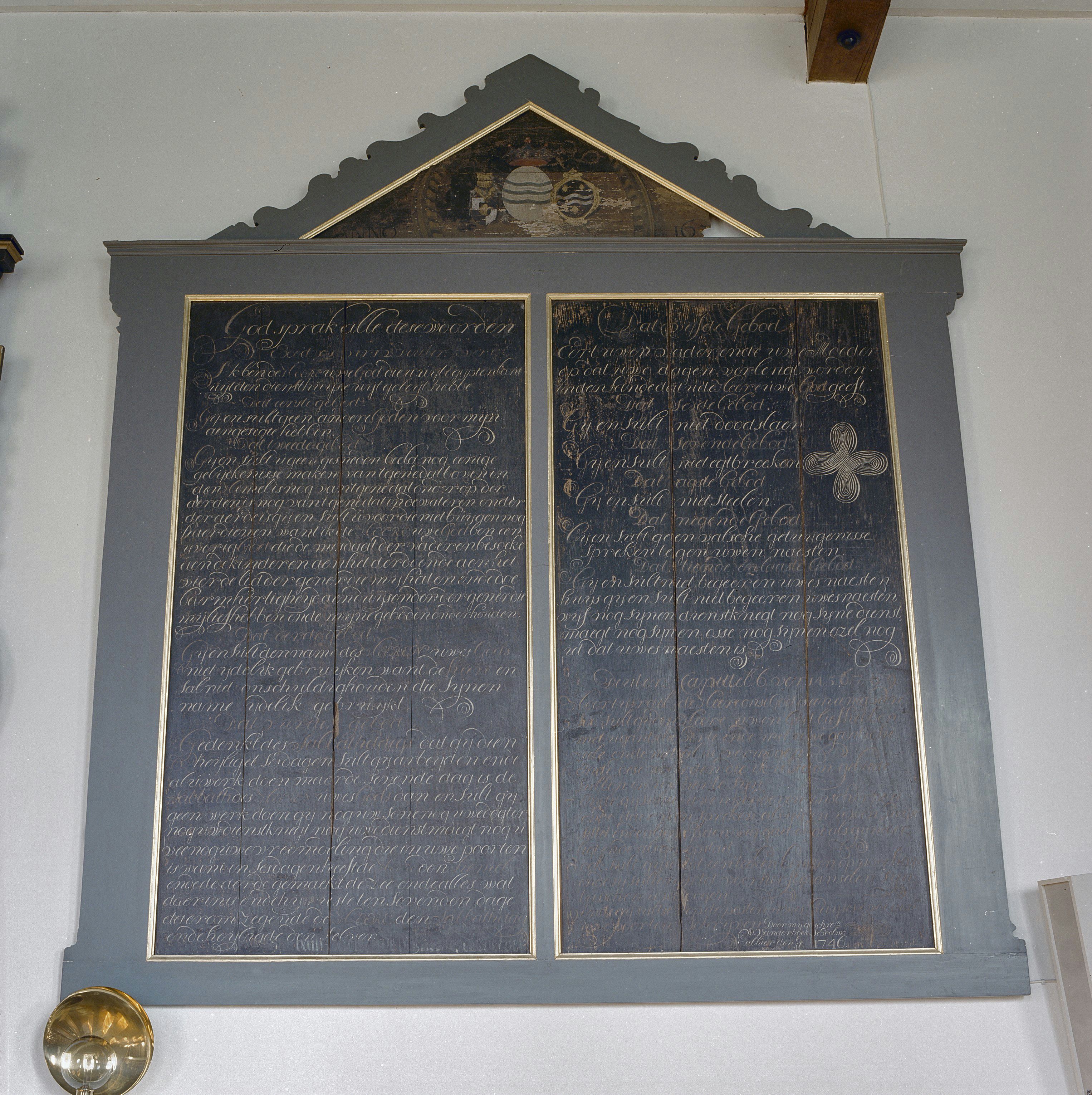
Tiengebodenbord
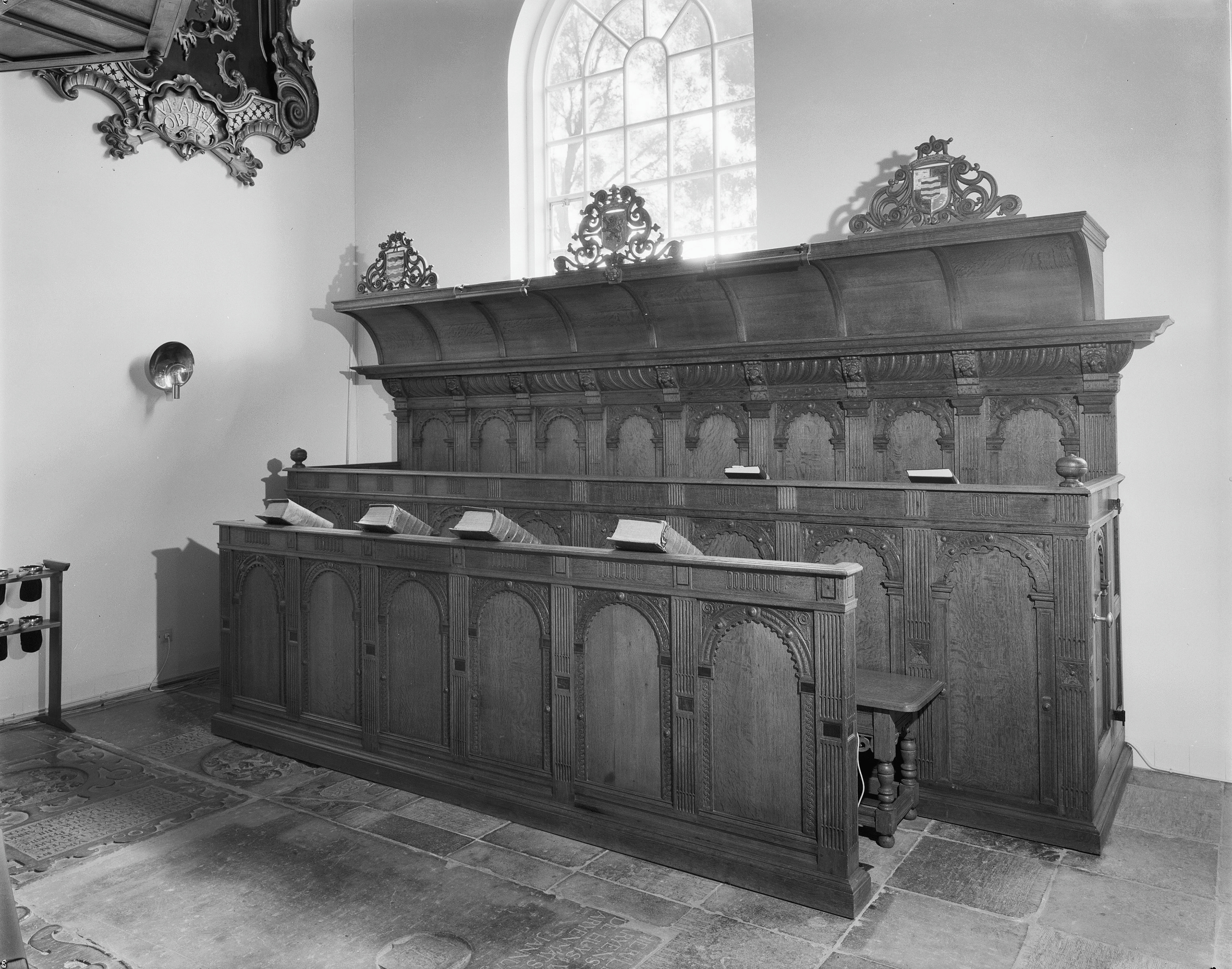
Herenbank